# Dietrich Pannier
Dietrich Pannier (* 24. Juni 1945 in Brandenburg an der Havel) ist ein deutscher Bibliothekar und Jurist. Er war von 1986 bis 2010 der Leiter der Bibliothek des Bundesgerichtshofes.

## Leben
Pannier verbrachte seine Schulzeit in Erkrath-Unterbach, Düsseldorf und Mettmann sowie zwei Jahre bei der Luftwaffe in Mannheim. Anschließend studierte er Rechtswissenschaften und trat nach der zweiten juristischen Staatsprüfung und einer kurzen Tätigkeit als Rechtsanwalt im Jahr 1976 in den Bibliotheksdienst des Bundesgerichtshofes in Karlsruhe ein. Bei Ausscheiden des langjährigen Bibliotheksdirektors Hildebert Kirchner übernahm Pannier im Januar 1986 die Leitung der Bibliothek, welche er zuletzt als Leitender Regierungsdirektor bis zum 30. Juni 2010 leitete.
Während seiner Zeit als Bibliotheksleiter öffnete er die Bibliothek insbesondere stärker nach außen und organisierte bereits 1996 die Internetpräsenz des Bundesgerichtshofes. Des Weiteren kümmerte er sich aufgrund der Deutschen Wiedervereinigung um die Überführung der Buchbestände des Obersten Gerichtes der Deutschen Demokratischen Republik einschließlich der Buchbestände des Reichsgerichtes nach Karlsruhe. Zudem organisierte er den Erweiterungsbau der Bibliothek des Bundesgerichtshofes, welcher 2003 fertiggestellt wurde, und führte die seit 1965 erscheinende Karlsruher Juristische Bibliographie.
Ehrenamtlich engagierte sich Pannier mehrere Jahre als Mitglied der Vorstände der Arbeitsgemeinschaft für juristisches Bibliotheks- und Dokumentationswesen und der Arbeitsgemeinschaft der Parlaments- und Behördenbibliotheken.
Pannier gab unter anderem die Ansprachen zur Verabschiedung des Präsidenten des Bundesgerichtshofes, Prof. Dr. Gerd Pfeiffer, und zur Amtseinführung des Präsidenten des Bundesgerichtshofes, Prof. Dr. Walter Odersky, am 5. Januar 1988 heraus, außerdem im Jahre 1990 Karlsruhe auf dem Weg zur Residenz des Rechts.

## Werke
- Karlsruhe auf dem Weg zur Residenz des Rechts / Gesellschaft für Kulturhistorische Dokumentation e.V., Karlsruhe. Gerd Pfeiffer. Mit einem Vorw. von Walter Odersky. Zsstellung der Dokumentation Dietrich Pannier. Karlsruhe 1990. ISBN 978-3-922596-21-9  (Rechtshistorisches Museum Karlsruhe: Schriftenreihe des Rechtshistorischen Museums Karlsruhe; H. 7).